# Ernst Gläser
Ernst Gläser (o Glaeser; Butzbach, 29 luglio 1902 – Magonza, 8 febbraio 1963) è stato uno scrittore tedesco.

## Biografia
Figlio di un giudice, studiò a Friburgo in Brisgovia e a Monaco di Baviera. Visse particolarmente male le gravi conseguenze della prima guerra mondiale che la Repubblica di Weimar stava affrontando. Esordì a teatro e nel mondo del giornalismo. Il suo primo romanzo Jahrgang 1902, tradotto in una dozzina di lingue e accolto positivamente dalla critica internazionale, descrive la vita politica e sociale di quegli anni, rivelando chiaramente le sue idee pacifiste e antinaziste.
Con l'ascesa al potere di Adolf Hitler nel 1933, il suo romanzo venne tacciato di antinazionalismo e fu bandito e messo al rogo nel contesto dei cosiddetti bücherverbrennungen. Accusato di essere un comunista estremista, Gläser fuggì in Svizzera, per poi tornare dopo sei anni in patria, dove per ironia della sorte lavorò per la rivista di propaganda della Wehrmacht in Sicilia. Dopo la seconda guerra mondiale giustificò questa scelta affermando di aver continuato comunque a dissentire con il regime, tuttavia non venne creduto e venne accusato di aver barattato il suo ritorno in patria.
Tra le sue oltre venti opere, le maggiormente ricordate sono Der letzte Zivilist, dove traspare la sua indignazione nei confronti dell'ascesa del nazionalsocialismo, e The Shady Miracle, che descrive il tentativo di rinascita industriale della Germania e la necessità di uno stato democratico dopo aver sperimentato la dittatura.